# Liste des monuments historiques de Clermont-Ferrand
Cette liste contient les objets immobiliers et mobiliers de la ville de Clermont-Ferrand classés ou inscrits aux monuments historiques.

## Statistiques
Clermont-Ferrand compte 180 édifices comportant au moins une protection au titre des monuments historiques, soit 21 % des monuments historiques du département du Puy-de-Dôme. Clermont-Ferrand est la 13e ville française comptant le plus de monuments historiques. Sur l'ensemble de ces monuments, 24 édifices comportent au moins une partie classée ; les 156 autres sont inscrits.

## Immobilier

### Liste
| Monument                                                                | Adresse                                                                              | Coordonnées                      | Notice         | Protection     | Date      | Illustration                                                           |
| ----------------------------------------------------------------------- | ------------------------------------------------------------------------------------ | -------------------------------- | -------------- | -------------- | --------- | ---------------------------------------------------------------------- |
| Abbaye de Saint-Alyre                                                   | 20 rue Sainte-George                                                                 | 45° 47′ 04″ nord, 3° 04′ 55″ est | « PA00092484 » | Inscrit        | 1996      | Abbaye de Saint-Alyre                                                  |
| Atelier d'Auguste Bernardin                                             | 43 boulevard Pasteur                                                                 | 45° 46′ 23″ nord, 3° 04′ 36″ est | « PA63000080 » | Inscrit        | 2006      | Atelier d'Auguste Bernardin                                            |
| Basilique Notre-Dame-du-Port                                            | Place Notre-Dame-du-Port                                                             | 45° 46′ 51″ nord, 3° 05′ 22″ est | « PA00091988 » | Classé         | 1840      | Basilique Notre-Dame-du-Port                                           |
| Borne de justice de Clermont-Ferrand                                    | 19 rue de la Rodade Montferrand                                                      | 45° 47′ 36″ nord, 3° 06′ 44″ est | « PA00092040 » | Classé         | 1920      | Borne de justice de Clermont-Ferrand                                   |
| Menhir de Sainte-Anne                                                   | Proche du rond-point Brezet-Cournon-Lempdes, en direction de Lempdes                 | 45° 46′ 42″ nord, 3° 08′ 54″ est | « PA00092035 » | Classé         | 1924      | Menhir de Sainte-Anne                                                  |
| Cathédrale Notre-Dame-de-l'Assomption de Clermont                       |                                                                                      | 45° 46′ 43″ nord, 3° 05′ 09″ est | « PA00091979 » | Classé         | 1862      | Cathédrale Notre-Dame-de-l'Assomption de Clermont                      |
| Chapelle des Cordeliers                                                 | Place Sugny                                                                          | 45° 46′ 38″ nord, 3° 05′ 04″ est | « PA00091982 » | Inscrit        | 1988      | Chapelle des Cordeliers                                                |
| Chapelle du couvent de Beaurepaire                                      | croisement rue Colbert et avenue Julien                                              | 45° 46′ 25″ nord, 3° 04′ 35″ est | « PA00091980 » | Classé         | 1919      | Chapelle du couvent de Beaurepaire                                     |
| Chapelle du couvent des Carmes-Déchaux                                  | Place des Carmes                                                                     | 45° 47′ 00″ nord, 3° 05′ 43″ est | « PA00091981 » | Inscrit        | 1976      | Chapelle du couvent des Carmes-Déchaux                                 |
| Chapelle de l'évêché                                                    | 23 rue Pascal                                                                        | 45° 46′ 46″ nord, 3° 05′ 16″ est | « PA63000071 » | Inscrit        | 2004      | Chapelle de l'évêché                                                   |
| Chapelle de la Visitation                                               | 14 rue Godefroy-de-Bouillon                                                          | 45° 46′ 51″ nord, 3° 05′ 35″ est | « PA00091983 » | Inscrit        | 1965      | Image manquante Téléverser                                             |
| Château de Rabanesse                                                    | Place Louise Bourgeois                                                               | 45° 46′ 07″ nord, 3° 05′ 13″ est | « PA63000096 » | Inscrit        | 2009      | Château de Rabanesse                                                   |
| Château des Vergnes                                                     | Rue du Château-des-Vergnes                                                           | 45° 48′ 47″ nord, 3° 07′ 42″ est | « PA00091984 » | Inscrit        | 1976      | Château des Vergnes                                                    |
| Cité Vaudoit                                                            | Rue Gaultier-de Biauzat                                                              | 45° 46′ 53″ nord, 3° 05′ 00″ est | « PA00125292 » | Inscrit        | 1993      | Cité Vaudoit                                                           |
| Collège des Jésuites                                                    | rue Neuve des Carmes                                                                 | 45° 46′ 36″ nord, 3° 05′ 15″ est | « PA00091985 » | Inscrit        | 1962      | Collège des Jésuites                                                   |
| Commanderie                                                             | 2, 4 rue Parmentier Montferrand                                                      | 45° 47′ 37″ nord, 3° 06′ 52″ est | « PA00092041 » | Inscrit        | 1988      | Commanderie                                                            |
| Couvent des Cordeliers                                                  | Montferrand                                                                          | 45° 47′ 44″ nord, 3° 06′ 49″ est | « PA00092042 » | Inscrit        | 1926      | Couvent des Cordeliers                                                 |
| Couvent de l'Immaculée-Conception                                       | 11 rue Bansac                                                                        | 45° 46′ 38″ nord, 3° 05′ 30″ est | « PA63000043 » | Inscrit        | 2002      | Couvent de l'Immaculée-Conception                                      |
| Couvent de l'Oratoire                                                   | 8, 10, 10bis, 14, 16 rue de l'Oratoire                                               | 45° 46′ 42″ nord, 3° 05′ 21″ est | « PA00092507 » | Inscrit        | 1990      | Image manquante Téléverser                                             |
| Couvent des Ursulines                                                   | 8, 10 rue du Bon-Pasteur                                                             | 45° 46′ 45″ nord, 3° 05′ 19″ est | « PA00091987 » | Classé Inscrit | 1982 2020 | Couvent des Ursulines                                                  |
| Couvent des Ursulines de Montferrand                                    | Rue du Temple Montferrand                                                            | 45° 47′ 40″ nord, 3° 06′ 49″ est | « PA00092043 » | Inscrit        | 1986      | Couvent des Ursulines de Montferrand                                   |
| Couvent de la Visitation de Montferrand                                 | Rue Sainte-Marie                                                                     | 45° 47′ 34″ nord, 3° 06′ 51″ est | « PA00092044 » | Inscrit        | 1926      | Couvent de la Visitation de Montferrand                                |
| Église Notre-Dame-de-Prospérité                                         | Rue Kléber Montferrand                                                               | 45° 47′ 36″ nord, 3° 06′ 51″ est | « PA00092045 » | Classé         | 1846      | Église Notre-Dame-de-Prospérité                                        |
| Église Saint-Eutrope                                                    | Place Abbé Daupeyroux                                                                | 45° 46′ 55″ nord, 3° 04′ 56″ est | « PA00091989 » | Inscrit        | 1986      | Église Saint-Eutrope                                                   |
| Église Saint-Genès des Carmes                                           | Rue des Carmes                                                                       | 45° 46′ 36″ nord, 3° 05′ 16″ est | « PA00091990 » | Inscrit        | 1961      | Église Saint-Genès des Carmes                                          |
| Église Saint-Joseph                                                     | Rue Jeanne d'Arc                                                                     | 45° 46′ 48″ nord, 3° 05′ 54″ est | « PA63000036 » | Inscrit        | 2001      | Église Saint-Joseph                                                    |
| Église Saint-Laurent                                                    | 5 rue Saint-Laurent                                                                  | 45° 46′ 49″ nord, 3° 05′ 24″ est | « PA00091991 » | Classé         | 1976      | Église Saint-Laurent                                                   |
| Église Saint-Pierre de Clermont (Bas-relief : le lavement des pieds)    | Place des Gras                                                                       | 45° 46′ 44″ nord, 3° 05′ 05″ est | « PM63000406 » | Classé         | 1910      | Église Saint-Pierre de Clermont (Bas-relief : le lavement des pieds)   |
| Église Saint-Pierre-des-Minimes                                         | Place de Jaude                                                                       | 45° 46′ 38″ nord, 3° 04′ 55″ est | « PA00091992 » | Inscrit        | 1987      | Église Saint-Pierre-des-Minimes                                        |
| Égout gallo-romain                                                      | Place de la Victoire                                                                 | 45° 46′ 41″ nord, 3° 05′ 10″ est | « PA00091996 » | Classé         | 1952      | Image manquante Téléverser                                             |
| Fontaine d'Amboise                                                      | Place Olympe-de-Gouges                                                               | 45° 46′ 49″ nord, 3° 05′ 09″ est | « PA00091993 » | Classé         | 1886      | Fontaine d'Amboise                                                     |
| Fontaine Delille                                                        | Place Delille                                                                        | 45° 46′ 49″ nord, 3° 05′ 29″ est | « PA63000087 » | Inscrit        | 2007      | Fontaine Delille                                                       |
| Fontaine de la Flèche                                                   | Boulevard Trudaine Rue des Archers                                                   | 45° 46′ 44″ nord, 3° 05′ 24″ est | « PA00092508 » | Inscrit        | 1990      | Fontaine de la Flèche                                                  |
| Fontaine au linteau sculpté dans la cour de l'immeuble                  | 1 rue Notre-Dame-du-Port                                                             | 45° 46′ 50″ nord, 3° 05′ 20″ est | « PA00091995 » | Inscrit        | 1987      | Image manquante Téléverser                                             |
| Fontaine du Lion                                                        | Rue Kléber Montferrand                                                               | 45° 47′ 31″ nord, 3° 06′ 51″ est | « PA00092046 » | Inscrit        | 1931      | Fontaine du Lion                                                       |
| Fontaine des Lions                                                      | Rue des Petits-Gras                                                                  | 45° 46′ 42″ nord, 3° 05′ 01″ est | « PA00092509 » | Inscrit        | 1990      | Fontaine des Lions                                                     |
| Fontaine de la Pyramide                                                 | Boulevard Lafayette Avenue Vercingétorix Rue Ballainvilliers Boulevard Léon Malfreyt | 45° 46′ 26″ nord, 3° 05′ 12″ est | « PA00092548 » | Inscrit        | 1992      | Fontaine de la Pyramide                                                |
| Fontaine des Quatre-Saisons                                             | Place de la Rodade Montferrand                                                       | 45° 47′ 36″ nord, 3° 06′ 35″ est | « PA00092551 » | Inscrit        | 1992      | Fontaine des Quatre-Saisons                                            |
| Fontaine du Terrail                                                     | Place du Terrail                                                                     | 45° 46′ 42″ nord, 3° 05′ 15″ est | « PA00091994 » | Inscrit        | 1987      | Fontaine du Terrail                                                    |
| Fontaine d'Urbain II                                                    | Place de la Victoire                                                                 | 45° 46′ 41″ nord, 3° 05′ 09″ est | « PA00132798 » | Inscrit        | 1994      | Fontaine d'Urbain II                                                   |
| Enceinte gallo-romaine                                                  | rue Boirot                                                                           | 45° 46′ 47″ nord, 3° 05′ 07″ est | « PA63000118 » | Inscrit        | 2016      | Enceinte gallo-romaine                                                 |
| Fortifications de Montferrand                                           |                                                                                      | 45° 47′ 42″ nord, 3° 06′ 37″ est | « PA63000105 » | Inscrit        | 2012      | Fortifications de Montferrand                                          |
| Galeries de Jaude                                                       | 25 place de Jaude                                                                    | 45° 46′ 36″ nord, 3° 04′ 57″ est | « PA63000084 » | Inscrit        | 2006      | Galeries de Jaude                                                      |
| Gare routière                                                           | Boulevard François-Mitterrand                                                        | 45° 46′ 17″ nord, 3° 04′ 56″ est | « PA63000081 » | Inscrit        | 2006      | Gare routière                                                          |
| Halle aux blés                                                          | 11 rue Ballainvilliers                                                               | 45° 46′ 32″ nord, 3° 05′ 14″ est | « PA63000044 » | Inscrit        | 2002      | Halle aux blés                                                         |
| Halle aux toiles                                                        | 3, 5 rue du Séminaire Montferrand                                                    | 45° 47′ 37″ nord, 3° 06′ 49″ est | « PA00092047 » | Inscrit        | 1954      | Halle aux toiles                                                       |
| Hôpital général                                                         | Rue Sainte-Rose                                                                      | 45° 46′ 49″ nord, 3° 04′ 47″ est | « PA00091997 » | Inscrit        | 1977      | Hôpital général                                                        |
| Hôpital-sanatorium Sabourin                                             | Rue du Docteur Bousquet                                                              | 45° 48′ 06″ nord, 3° 06′ 12″ est | « PA63000030 » | Inscrit        | 2000      | Hôpital-sanatorium Sabourin                                            |
| Hôtel                                                                   | 3 rue de l'Abbé-Lacoste                                                              | 45° 46′ 50″ nord, 3° 05′ 13″ est | « PA00092487 » | Inscrit        | 1989      | Hôtel                                                                  |
| Hôtel                                                                   | 31 rue des Chaussetiers                                                              | 45° 46′ 42″ nord, 3° 04′ 59″ est | « PA00092511 » | Inscrit        | 1990      | Hôtel                                                                  |
| Hôtel                                                                   | 14 place du Terrail                                                                  | 45° 46′ 42″ nord, 3° 05′ 15″ est | « PA00092488 » | Inscrit        | 1989      | Hôtel                                                                  |
| Hôtel d'Albiat                                                          | 11 rue Jules-Guesde Montferrand                                                      | 45° 47′ 34″ nord, 3° 06′ 48″ est | « PA00092048 » | Inscrit        | 1926      | Hôtel d'Albiat                                                         |
| Hôtel d'Aubière                                                         | 20 rue Pascal                                                                        | 45° 46′ 45″ nord, 3° 05′ 17″ est | « PA00091998 » | Inscrit        | 1967      | Hôtel d'Aubière                                                        |
| Hôtel de Bourgogne (Clermont-Ferrand)                                   | Charras (avenue) 31                                                                  | 45° 46′ 47″ nord, 3° 05′ 51″ est | « PA63000135 » | Inscrit        | 2021      | Image manquante Téléverser                                             |
| Hôtel de Champflour                                                     | 31 rue Pascal                                                                        | 45° 46′ 48″ nord, 3° 05′ 16″ est | « PA00092485 » | Inscrit        | 1989      | Hôtel de Champflour                                                    |
| Hôtel de la Chanterie                                                   | 2, 2bis rue Montorcier Montferrand                                                   | 45° 47′ 35″ nord, 3° 06′ 50″ est | « PA00092073 » | Classé Inscrit | 1922 2022 | Hôtel de la Chanterie                                                  |
| Hôtel de Chazerat                                                       | 4 rue Pascal                                                                         | 45° 46′ 43″ nord, 3° 05′ 16″ est | « PA00091999 » | Inscrit Classé | 1926 1979 | Hôtel de Chazerat                                                      |
| Hôtel Cote-Blatin                                                       | 9 cours Sablon                                                                       | 45° 46′ 37″ nord, 3° 05′ 25″ est | « PA63000100 » | Inscrit        | 2010      | Hôtel Cote-Blatin                                                      |
| Hôtel Dauphin de Montrodeix                                             | 4 rue Grégoire-de-Tours                                                              | 45° 46′ 39″ nord, 3° 05′ 14″ est | « PA00092540 » | Inscrit        | 2006      | Hôtel Dauphin de Montrodeix                                            |
| Hôtel Dumas de Paulard                                                  | 25 rue Jules-Guesde Montferrand                                                      | 45° 47′ 33″ nord, 3° 06′ 48″ est | « PA00092049 » | Inscrit        | 1926      | Hôtel Dumas de Paulard                                                 |
| Hôtel de la Faye des Forges                                             | 2 rue de la Cerisière Montferrand                                                    | 45° 47′ 39″ nord, 3° 06′ 47″ est | « PA00092050 » | Inscrit        | 1926      | Hôtel de la Faye des Forges                                            |
| Hôtel de Fontenilhes                                                    | 13 rue Jules-Guesde Montferrand                                                      | 45° 47′ 34″ nord, 3° 06′ 48″ est | « PA00092051 » | Inscrit        | 1926      | Hôtel de Fontenilhes                                                   |
| Hôtel de Fontfreyde                                                     | 28 rue Jules-Guesde Montferrand                                                      | 45° 47′ 32″ nord, 3° 06′ 48″ est | « PA00092061 » | Classé         | 1920      | Hôtel de Fontfreyde                                                    |
| Hôtel de Fontfreyde                                                     | Petite rue Saint-Pierre                                                              | 45° 46′ 44″ nord, 3° 05′ 00″ est | « PA00092000 » | Classé         | 1912      | Hôtel de Fontfreyde                                                    |
| Hôtel Gaschier                                                          | 20 rue Jules-Guesde Montferrand                                                      | 45° 47′ 33″ nord, 3° 06′ 48″ est | « PA00092052 » | Inscrit        | 1926      | Hôtel Gaschier                                                         |
| Hôtel Jean Doyac                                                        | 29 rue de la Rodade Montferrand                                                      | 45° 47′ 36″ nord, 3° 06′ 42″ est | « PA00092053 » | Inscrit        | 1926      | Hôtel Jean Doyac                                                       |
| Hôtel Ledru                                                             | 47 cours Sablon                                                                      | 45° 46′ 23″ nord, 3° 05′ 25″ est | « PA63000066 » | Inscrit        | 2004      | Hôtel Ledru                                                            |
| Hôtel de Lignat                                                         | 18 rue Jules-Guesde Montferrand                                                      | 45° 47′ 34″ nord, 3° 06′ 48″ est | « PA00092069 » | Inscrit        | 1926      | Hôtel de Lignat                                                        |
| Hôtel Luillier d'Orcières                                               | 8 rue Savaron                                                                        | 45° 46′ 40″ nord, 3° 05′ 14″ est | « PA00092001 » | Inscrit        | 1988      | Hôtel Luillier d'Orcières                                              |
| Hôtel Mallet de Vendègre                                                | 7 rue Jules-Guesde Montferrand                                                       | 45° 47′ 35″ nord, 3° 06′ 48″ est | « PA00092054 » | Inscrit        | 1926      | Hôtel Mallet de Vendègre                                               |
| Hôtel Martial de Grandseigne                                            | 12 rue Pascal                                                                        | 45° 46′ 44″ nord, 3° 05′ 17″ est | « PA00092002 » | Classé Inscrit | 1986      | Hôtel Martial de Grandseigne                                           |
| Hôtel de Montboissier                                                   | 10 rue Savaron                                                                       | 45° 46′ 40″ nord, 3° 05′ 12″ est | « PA00092486 » | Inscrit        | 1989      | Hôtel de Montboissier                                                  |
| Hôtel Montrosier de la Vilatelle                                        | 38 rue du Port                                                                       | 45° 46′ 49″ nord, 3° 05′ 21″ est | « PA00092003 » | Inscrit Classé | 1991 1996 | Hôtel Montrosier de la Vilatelle                                       |
| Hôtel de la Porte                                                       | 5 rue Marmillat Montferrand                                                          | 45° 47′ 37″ nord, 3° 06′ 45″ est | « PA00092055 » | Inscrit        | 1926      | Hôtel de la Porte                                                      |
| Hôtel Pradal                                                            | 22 rue du Séminaire Montferrand                                                      | 45° 47′ 36″ nord, 3° 06′ 51″ est | « PA00092056 » | Inscrit        | 1987      | Hôtel Pradal                                                           |
| Hôtel de préfecture du Puy-de-Dôme                                      | Boulevard Desaix                                                                     | 45° 46′ 38″ nord, 3° 05′ 03″ est | « PA00092542 » | Inscrit        | 1991      | Hôtel de préfecture du Puy-de-Dôme                                     |
| Hôtel Reboul                                                            | 15 rue du Port                                                                       | 45° 46′ 49″ nord, 3° 05′ 15″ est | « PA00092004 » | Inscrit        | 1985      | Hôtel Reboul                                                           |
| Hôtel Reboul-Sadourny                                                   | 9 rue Savaron                                                                        | 45° 46′ 40″ nord, 3° 05′ 14″ est | « PA00092510 » | Inscrit        | 1990      | Hôtel Reboul-Sadourny                                                  |
| Hôtel Regin                                                             | 36 rue de la Rodade Montferrand                                                      | 45° 47′ 37″ nord, 3° 06′ 41″ est | « PA00092078 » | Classé         | 1924      | Hôtel Regin                                                            |
| Hôtel de Ribeyre                                                        | 19 rue du Port                                                                       | 45° 46′ 49″ nord, 3° 05′ 16″ est | « PA00092005 » | Inscrit        | 1926      | Hôtel de Ribeyre                                                       |
| Hôtel Savaron                                                           | 3 rue des Chaussetiers                                                               | 45° 46′ 42″ nord, 3° 05′ 04″ est | « PA00092006 » | Classé         | 1927      | Hôtel Savaron                                                          |
| Hôtel Tixier de Brolac                                                  | 2 rue des Grands-Jours                                                               | 45° 46′ 44″ nord, 3° 05′ 10″ est | « PA00092009 » | Classé         | 1917      | Hôtel Tixier de Brolac                                                 |
| Hôtel Vachier                                                           | 17 rue du Port                                                                       | 45° 46′ 49″ nord, 3° 05′ 15″ est | « PA00092007 » | Inscrit        | 1984      | Hôtel Vachier                                                          |
| Hôtel-Dieu                                                              |                                                                                      | 45° 46′ 22″ nord, 3° 05′ 01″ est | « PA63000072 » | Inscrit        | 2004      | Hôtel-Dieu                                                             |
| Immeuble                                                                | 28 rue Audollent                                                                     | 45° 46′ 36″ nord, 3° 05′ 36″ est | « PA00092562 » | Inscrit        | 1992      | Immeuble                                                               |
| Immeuble                                                                | 26 rue Blatin                                                                        | 45° 46′ 37″ nord, 3° 04′ 44″ est | « PA63000038 » | Inscrit        | 2001      | Immeuble                                                               |
| Immeuble                                                                | 10 rue de Ceyrat                                                                     | 45° 46′ 18″ nord, 3° 04′ 56″ est | « PA00092008 » | Inscrit        | 1986      | Immeuble                                                               |
| Immeuble                                                                | 35 rue des Chaussetiers                                                              | 45° 46′ 42″ nord, 3° 04′ 58″ est | « PA00092512 » | Inscrit        | 1990      | Immeuble                                                               |
| Immeuble                                                                | 20bis rue Fontgiève                                                                  | 45° 46′ 51″ nord, 3° 04′ 50″ est | « PA00092556 » | Inscrit        | 1992      | Immeuble                                                               |
| Immeuble                                                                | 45 avenue Franklin-Roosevelt                                                         | 45° 46′ 37″ nord, 3° 04′ 23″ est | « PA63000039 » | Inscrit        | 2001      | Immeuble                                                               |
| Immeuble                                                                | 22 rue Georges-Clemenceau                                                            | 45° 46′ 31″ nord, 3° 05′ 05″ est | « PA00092513 » | Inscrit        | 1990      | Immeuble                                                               |
| Immeuble                                                                | 24bis rue des Gras                                                                   | 45° 46′ 44″ nord, 3° 05′ 02″ est | « PA00092011 » | Inscrit        | 1986      | Immeuble                                                               |
| Immeuble                                                                | 22 rue des Gras                                                                      | 45° 46′ 44″ nord, 3° 05′ 02″ est | « PA00092010 » | Inscrit        | 1987      | Immeuble                                                               |
| Immeuble                                                                | 26 rue des Gras                                                                      | 45° 46′ 44″ nord, 3° 05′ 01″ est | « PA00092012 » | Inscrit        | 1986      | Immeuble                                                               |
| Immeuble                                                                | 28 rue des Gras                                                                      | 45° 46′ 44″ nord, 3° 05′ 01″ est | « PA00092013 » | Inscrit        | 1987      | Immeuble                                                               |
| Immeuble                                                                | 31 rue des Gras                                                                      | 45° 46′ 43″ nord, 3° 04′ 57″ est | « PA00092014 » | Inscrit        | 1986      | Immeuble                                                               |
| Immeuble                                                                | 9 rue Grégoire-de-Tours                                                              | 45° 46′ 39″ nord, 3° 05′ 16″ est | « PA00092015 » | Inscrit        | 1987      | Immeuble                                                               |
| Immeuble                                                                | 16 rue Jules-Guesde Montferrand                                                      | 45° 47′ 34″ nord, 3° 06′ 48″ est | « PA00092523 » | Inscrit        | 1990      | Immeuble                                                               |
| Immeuble                                                                | 33 rue Montlosier                                                                    | 45° 46′ 54″ nord, 3° 05′ 19″ est | « PA63000067 » | Inscrit        | 2004      | Immeuble                                                               |
| Immeuble                                                                | 5 rue Pascal                                                                         | 45° 46′ 43″ nord, 3° 05′ 16″ est | « PA00092514 » | Inscrit        | 1990      | Immeuble                                                               |
| Immeuble                                                                | 16 rue Pascal                                                                        | 45° 46′ 45″ nord, 3° 05′ 17″ est | « PA00092016 » | Inscrit        | 1988      | Immeuble                                                               |
| Immeuble                                                                | 22 rue Pascal                                                                        | 45° 46′ 46″ nord, 3° 05′ 17″ est | « PA00092017 » | Inscrit        | 1965      | Immeuble                                                               |
| Immeuble                                                                | 24 rue Pascal                                                                        | 45° 46′ 47″ nord, 3° 05′ 17″ est | « PA00092515 » | Inscrit        | 1990      | Immeuble                                                               |
| Immeuble                                                                | 26 rue Pascal                                                                        | 45° 46′ 47″ nord, 3° 05′ 17″ est | « PA00092516 » | Inscrit        | 1990      | Immeuble                                                               |
| Immeuble                                                                | 29 rue Pascal                                                                        | 45° 46′ 47″ nord, 3° 05′ 16″ est | « PA00092517 » | Inscrit        | 1990      | Immeuble                                                               |
| Immeuble                                                                | 3 rue Paul-Leblanc                                                                   | 45° 46′ 37″ nord, 3° 05′ 10″ est | « PA00092518 » | Inscrit        | 1990      | Immeuble                                                               |
| Immeuble                                                                | 4, 6 rue des Petits-Gras                                                             | 45° 46′ 42″ nord, 3° 05′ 01″ est | « PA00092018 » | Inscrit Classé | 1987 1989 | Immeuble                                                               |
| Immeuble                                                                | 30 rue des Petits-Gras                                                               | 45° 46′ 40″ nord, 3° 05′ 01″ est | « PA00092557 » | Inscrit        | 1992      | Immeuble                                                               |
| Immeuble                                                                | 2 place Philippe-Marcombes                                                           | 45° 46′ 45″ nord, 3° 05′ 10″ est | « PA00092519 » | Inscrit        | 1990      | Immeuble                                                               |
| Immeuble                                                                | 15 rue Philippe-Marcombes                                                            | 45° 46′ 47″ nord, 3° 05′ 09″ est | « PA00092520 » | Inscrit        | 1990      | Immeuble                                                               |
| Immeuble                                                                | 12 rue Savaron                                                                       | 45° 46′ 39″ nord, 3° 05′ 13″ est | « PA00092541 » | Inscrit        | 1991      | Immeuble                                                               |
| Immeuble                                                                | 1 rue de la Treille                                                                  | 45° 46′ 39″ nord, 3° 05′ 12″ est | « PA00092521 » | Inscrit        | 1990      | Immeuble                                                               |
| Immeuble                                                                | 6 rue de la Treille                                                                  | 45° 46′ 36″ nord, 3° 05′ 11″ est | « PA00092019 » | Inscrit        | 1986      | Immeuble                                                               |
| Immeuble Bargoin                                                        | 27 rue Ballainvilliers                                                               | 45° 46′ 31″ nord, 3° 05′ 12″ est | « PA00092554 » | Inscrit        | 1992      | Immeuble Bargoin                                                       |
| Immeuble Chabert                                                        | 36 avenue Julien                                                                     | 45° 46′ 29″ nord, 3° 04′ 43″ est | « PA63000049 » | Inscrit        | 2002      | Immeuble Chabert                                                       |
| Immeuble Fourton                                                        | 42 avenue Julien                                                                     | 45° 46′ 28″ nord, 3° 04′ 39″ est | « PA63000050 » | Inscrit        | 2002      | Immeuble Fourton                                                       |
| Immeuble Masson                                                         | 17 avenue Julien                                                                     | 45° 46′ 29″ nord, 3° 04′ 46″ est | « PA63000048 » | Inscrit        | 2002      | Immeuble Masson                                                        |
| Immeuble Pincot                                                         | 11, 11bis boulevard Duclaux                                                          | 45° 46′ 32″ nord, 3° 04′ 26″ est | « PA63000047 » | Inscrit        | 2002      | Immeuble Pincot                                                        |
| Lycée Jeanne-d'Arc                                                      | 40 avenue de Grande-Bretagne                                                         | 45° 46′ 38″ nord, 3° 05′ 44″ est | « PA63000037 » | Inscrit        | 2001      | Lycée Jeanne-d'Arc                                                     |
| Lycée Massillon                                                         | 5 rue Bansac                                                                         | 45° 46′ 43″ nord, 3° 05′ 30″ est | « PA00092555 » | Inscrit        | 1992      | Lycée Massillon                                                        |
| Maison                                                                  | Rue Barnier Rue du Port                                                              | 45° 46′ 49″ nord, 3° 05′ 17″ est | « PA00092020 » | Inscrit        | 1926      | Maison                                                                 |
| Maison                                                                  | 60 rue Blatin                                                                        | 45° 46′ 36″ nord, 3° 04′ 29″ est | « PA63000024 » | Inscrit        | 2000      | Maison                                                                 |
| Maison                                                                  | 62 rue Blatin                                                                        | 45° 46′ 36″ nord, 3° 04′ 28″ est | « PA63000025 » | Inscrit        | 2000      | Maison                                                                 |
| Maison                                                                  | 10, 10bis rue des Chaussetiers                                                       | 45° 46′ 42″ nord, 3° 05′ 04″ est | « PA00092021 » | Inscrit        | 1990      | Maison                                                                 |
| Maison                                                                  | 6 rue de la Coifferie                                                                | 45° 46′ 44″ nord, 3° 05′ 05″ est | « PA00092022 » | Inscrit        | 1988      | Maison                                                                 |
| Maison                                                                  | 11 rue des Cordeliers Montferrand                                                    | 45° 47′ 38″ nord, 3° 06′ 47″ est | « PA00092062 » | Inscrit        | 1954      | Maison                                                                 |
| Maison                                                                  | 16 rue des Cordeliers Montferrand                                                    | 45° 47′ 38″ nord, 3° 06′ 48″ est | « PA00092063 » | Inscrit        | 1954      | Maison                                                                 |
| Maison                                                                  | 26 rue des Cordeliers Montferrand                                                    | 45° 47′ 39″ nord, 3° 06′ 48″ est | « PA00092064 » | Inscrit        | 1926      | Maison                                                                 |
| Maison                                                                  | 11 Rue du Docteur-Pierre-Balme Montferrand                                           | 45° 47′ 35″ nord, 3° 06′ 45″ est | « PA00092065 » | Inscrit        | 1926      | Maison                                                                 |
| Maison                                                                  | 30 rue Eugène-Gilbert                                                                | 45° 46′ 25″ nord, 3° 04′ 42″ est | « PA00092023 » | Classé         | 1981      | Maison                                                                 |
| Maison                                                                  | 46 rue Fontgiève                                                                     | 45° 46′ 51″ nord, 3° 04′ 43″ est | « PA00092024 » | Inscrit        | 1927      | Maison                                                                 |
| Maison                                                                  | 8 rue Jules-Guesde Montferrand                                                       | 45° 47′ 35″ nord, 3° 06′ 48″ est | « PA00092066 » | Inscrit        | 1988      | Maison                                                                 |
| Maison                                                                  | 9 rue Jules-Guesde Montferrand                                                       | 45° 47′ 35″ nord, 3° 06′ 48″ est | « PA00092067 » | Inscrit        | 1926      | Maison                                                                 |
| Maison                                                                  | 17 rue Jules-Guesde Montferrand                                                      | 45° 47′ 34″ nord, 3° 06′ 48″ est | « PA00092068 » | Inscrit        | 1926      | Maison                                                                 |
| Maison                                                                  | 21 rue Jules-Guesde Montferrand                                                      | 45° 47′ 33″ nord, 3° 06′ 48″ est | « PA00092070 » | Inscrit        | 1926      | Maison                                                                 |
| Maison                                                                  | 26 rue Jules-Guesde Montferrand                                                      | 45° 47′ 33″ nord, 3° 06′ 48″ est | « PA00092071 » | Inscrit        | 1926      | Maison                                                                 |
| Maison                                                                  | 32 rue Neyron                                                                        | 45° 46′ 47″ nord, 3° 05′ 25″ est | « PA00092025 » | Inscrit        | 1988      | Maison                                                                 |
| Maison                                                                  | 9 rue Philippe-Marcombes                                                             | 45° 46′ 46″ nord, 3° 05′ 09″ est | « PA00092026 » | Inscrit        | 1926      | Maison                                                                 |
| Maison                                                                  | 13 rue du Port                                                                       | 45° 46′ 49″ nord, 3° 05′ 14″ est | « PA00092027 » | Inscrit        | 1964      | Maison                                                                 |
| Maison                                                                  | 21 rue du Port                                                                       | 45° 46′ 49″ nord, 3° 05′ 16″ est | « PA00092028 » | Inscrit        | 1987      | Maison                                                                 |
| Maison                                                                  | 23 rue du Port                                                                       | 45° 46′ 49″ nord, 3° 05′ 16″ est | « PA00092029 » | Inscrit        | 1987      | Maison                                                                 |
| Maison                                                                  | 38bis avenue de la République                                                        | 45° 47′ 05″ nord, 3° 06′ 02″ est | « PA63000046 » | Inscrit        | 2002      | Maison                                                                 |
| Maison                                                                  | 9 rue de la Rodade Montferrand                                                       | 45° 47′ 36″ nord, 3° 06′ 48″ est | « PA00092074 » | Inscrit        | 1954      | Maison                                                                 |
| Maison                                                                  | 13 rue de la Rodade Montferrand                                                      | 45° 47′ 36″ nord, 3° 06′ 45″ est | « PA00092075 » | Inscrit        | 1926      | Maison                                                                 |
| Maison                                                                  | 14 rue de la Rodade Montferrand                                                      | 45° 47′ 36″ nord, 3° 06′ 45″ est | « PA00092522 » | Inscrit        | 1990      | Maison                                                                 |
| Maisons                                                                 | 15, 15bis, 17 rue de la Rodade Montferrand                                           | 45° 47′ 36″ nord, 3° 06′ 44″ est | « PA00092076 » | Inscrit        | 1954      | Maisons                                                                |
| Maison                                                                  | 34 rue de la Rodade Montferrand                                                      | 45° 47′ 37″ nord, 3° 06′ 41″ est | « PA00092077 » | Inscrit        | 1954      | Maison                                                                 |
| Maison                                                                  | 1 rue Savaron                                                                        | 45° 46′ 42″ nord, 3° 05′ 15″ est | « PA00092030 » | Inscrit        | 1987      | Maison                                                                 |
| Maison                                                                  | 2 rue du Séminaire Rue Jules-Guesde Montferrand                                      | 45° 47′ 36″ nord, 3° 06′ 48″ est | « PA00092079 » | Inscrit        | 1926      | Maison                                                                 |
| Maison                                                                  | 4 rue du Séminaire Montferrand                                                       | 45° 47′ 36″ nord, 3° 06′ 48″ est | « PA00092080 » | Inscrit        | 1926      | Maison                                                                 |
| Maison                                                                  | 12 place du Terrail                                                                  | 45° 46′ 42″ nord, 3° 05′ 14″ est | « PA00092031 » | Inscrit        | 1964      | Maison                                                                 |
| Maison                                                                  | 8 rue Terrasse                                                                       | 45° 46′ 41″ nord, 3° 05′ 05″ est | « PA00092032 » | Inscrit        | 1988      | Maison                                                                 |
| Maison                                                                  | 10 rue Terrasse                                                                      | 45° 46′ 40″ nord, 3° 05′ 06″ est | « PA00092033 » | Inscrit        | 1926      | Maison                                                                 |
| Maison d'Adam et Ève                                                    | 4, 6 rue Montorcier Montferrand                                                      | 45° 47′ 35″ nord, 3° 06′ 51″ est | « PA00092057 » | Classé         | 1924      | Maison d'Adam et Ève                                                   |
| Maison de l'Ange                                                        | 14 rue Kléber Montferrand                                                            | 45° 47′ 34″ nord, 3° 06′ 50″ est | « PA00092072 » | Inscrit        | 1926      | Maison de l'Ange                                                       |
| Maison de l'Apothicaire                                                 | 2 rue de la Rodade Montferrand                                                       | 45° 47′ 36″ nord, 3° 06′ 47″ est | « PA00092058 » | Classé         | 1875      | Maison de l'Apothicaire                                                |
| Maison Bergougnan                                                       | 64 rue Blatin                                                                        | 45° 46′ 35″ nord, 3° 04′ 27″ est | « PA63000026 » | Inscrit        | 2000      | Maison Bergougnan                                                      |
| Maison des Capucins                                                     | 6, 8, 10 rue de la Rodade Montferrand                                                | 45° 47′ 37″ nord, 3° 06′ 46″ est | « PA00092059 » | Inscrit        | 1954      | Maison des Capucins                                                    |
| Maison de la Chasse                                                     | 68 rue Fontgiève                                                                     | 45° 46′ 51″ nord, 3° 04′ 37″ est | « PA00091986 » | Inscrit        | 1978      | Image manquante Téléverser                                             |
| Maison de l'Éléphant                                                    | 12 rue Kléber Montferrand                                                            | 45° 47′ 34″ nord, 3° 06′ 50″ est | « PA00092060 » | Classé         | 1862      | Maison de l'Éléphant                                                   |
| Maison Pestel                                                           | 85 rue Blatin                                                                        | 45° 46′ 35″ nord, 3° 04′ 27″ est | « PA63000115 » | Inscrit        | 2015      | Maison Pestel                                                          |
| Marché Saint-Joseph                                                     | Rue d'Ambert                                                                         | 45° 46′ 43″ nord, 3° 05′ 41″ est | « PA63000045 » | Inscrit        | 2002      | Marché Saint-Joseph                                                    |
| Monument aux morts de Clermont-Ferrand                                  | Place de Salford                                                                     | 45° 46′ 46″ nord, 3° 05′ 33″ est | « PA63000124 » | Classé         | 2021      | Monument aux morts de Clermont-Ferrand                                 |
| Monument aux morts du cimetière des Carmes de Clermont-Ferrand          | Chaussée Claudius                                                                    | 45° 47′ 15″ nord, 3° 05′ 47″ est | « PA63000125 » | Classé         | 2021      | Monument aux morts du cimetière des Carmes de Clermont-Ferrand         |
| Menhir de la Sarre                                                      | La Sarre                                                                             | 45° 45′ 33″ nord, 3° 07′ 41″ est | « PA00092034 » | Classé         | 1965      | Image manquante Téléverser                                             |
| Opéra municipal                                                         | Place de Jaude                                                                       | 45° 46′ 39″ nord, 3° 04′ 57″ est | « PA00092039 » | Inscrit        | 1987      | Opéra municipal                                                        |
| Oratoire                                                                | 14 rue Massillon                                                                     | 45° 46′ 39″ nord, 3° 05′ 12″ est | « PA00092037 » | Inscrit        | 1988      | Oratoire                                                               |
| Palais épiscopal                                                        | 13, 15 rue Terrasse                                                                  | 45° 46′ 40″ nord, 3° 05′ 06″ est | « PA00092539 » | Inscrit        | 1991      | Palais épiscopal                                                       |
| Pâtisserie À Trianon                                                    | 26 rue du Onze-Novembre                                                              | 45° 46′ 42″ nord, 3° 04′ 56″ est | « PA00091978 » | Inscrit        | 1986      | Pâtisserie À Trianon                                                   |
| Pharmacie                                                               | 1 place Royale                                                                       | 45° 46′ 39″ nord, 3° 05′ 09″ est | « PA00092038 » | Inscrit        | 1986      | Pharmacie                                                              |
| Pharmacie Gros                                                          | 13 place Delille Place d'Espagne                                                     | 45° 46′ 51″ nord, 3° 05′ 27″ est | « PA63000119 » | Inscrit        | 2016      | Pharmacie Gros                                                         |
| Plateau des Côtes de Clermont Également sur Blanzat, Durtol et Nohanent |                                                                                      | 45° 48′ 30″ nord, 3° 04′ 22″ est | « PA00092499 » | Inscrit        | 1986      | Plateau des Côtes de ClermontÉgalement sur Blanzat, Durtol et Nohanent |
| Sanctuaire de Trémonteix                                                | Sentier des Gravouses                                                                | 45° 47′ 39″ nord, 3° 03′ 54″ est | « PA63000111 » | Inscrit        | 2012      | Sanctuaire de Trémonteix                                               |
| Statue de Desaix                                                        | Place de Jaude                                                                       | 45° 46′ 33″ nord, 3° 04′ 56″ est | « PA00092549 » | Inscrit        | 1992      | Statue de Desaix                                                       |
| Statue équestre de Vercingétorix                                        | Place de Jaude                                                                       | 45° 46′ 38″ nord, 3° 04′ 55″ est | « PA00092550 » | Classé         | 1994      | Statue équestre de Vercingétorix                                       |
| Synagogue                                                               | 20 rue des Quatre-Passeports                                                         | 45° 46′ 46″ nord, 3° 04′ 43″ est | « PA63000079 » | Inscrit        | 2006      | Synagogue                                                              |
| Temple de Vasso Galate                                                  | rue Rameau                                                                           | 45° 46′ 34″ nord, 3° 04′ 42″ est | « PA00092036 » | Classé         | 1889      | Temple de Vasso Galate                                                 |
| Villa Giraudon                                                          | 27 avenue d'Italie                                                                   | 45° 46′ 48″ nord, 3° 05′ 46″ est | « PA63000068 » | Inscrit        | 2004      | Villa Giraudon                                                         |
| Villa Gros                                                              | 2 boulevard Claude-Bernard                                                           | 45° 45′ 56″ nord, 3° 05′ 20″ est | « PA63000095 » | Inscrit        | 2009      | Villa Gros                                                             |
| Villa Lise                                                              | 193 avenue de la Libération                                                          | 45° 45′ 27″ nord, 3° 04′ 58″ est | « PA63000040 » | Inscrit        | 2001      | Villa Lise                                                             |
| Villa Pingeot                                                           | 74 rue Blatin                                                                        | 45° 46′ 35″ nord, 3° 04′ 24″ est | « PA00092558 » | Inscrit        | 1992      | Villa Pingeot                                                          |
| Villa Solange                                                           | 91 rue Blatin                                                                        | 45° 46′ 36″ nord, 3° 04′ 24″ est | « PA63000106 » | Inscrit        | 2012      | Villa Solange                                                          |

## Mobilier

### Liste
| Monument | Localisation                                              | Notice               | Classement               | Date                        | Photographie |
| --- | --------------------------------------------------------- | -------------------- | ------------------------ | --------------------------- | ------------ |
| 12 tableaux : folie de Roland d'après l'Arioste (la)                                                                                          | Musée d'Art Roger-Quilliot                                | Notice no PM63000400 | classé au titre objet    | 10 avril 1951               |              |
| 12 fauteuils | Hôtel du rectorat, faculté des lettres                    | Notice no PM63000380 | classé au titre objet    | 18 février 1922             |              |
| 2 bustes dont un dit du "roi David" | Cathédrale Notre-Dame-de-l'Assomption de Clermont         | Notice no PM63000259 | classé au titre objet    | 15 mars 1976                |              |
| 2 tableaux : portraits de monsieur et madame Noël                                                                                             | Hôpital général                                           | Notice no PM63000358 | classé au titre objet    | 20 octobre 1913             |              |
| 2 tableaux : portraits de Jean et Antoine de Ribeyre                                                                                          | Hôpital général                                           | Notice no PM63000356 | classé au titre objet    | 20 octobre 1913             |              |
| 6 chandeliers, croix d'autel (garniture du maître-autel)                                                                                      | Cathédrale Notre-Dame-de-l'Assomption de Clermont         | Notice no PM63000256 | classé au titre objet    | 15 mars 1976                |              |
| 6 dalles funéraires de P. de Chaslus, de S. Verand, d'E. d'Espaigne, de Fontfreyde                                                            | Chapelle de la Visitation                                 | Notice no PM63000346 | classé au titre objet    | 23 mai 1958                 |              |
| 6 fauteuils | Hôtel du rectorat, faculté des lettres                    | Notice no PM63000381 | classé au titre objet    | 18 février 1922             |              |
| 9 fragements de sculptures romanes | Cathédrale Notre-Dame-de-l'Assomption de Clermont         | Notice no PM63000261 | classé au titre objet    | 15 mars 1976                |              |
| Autel, retable, statues (maître-autel) | Église Notre-Dame-de-Prospérité de Clermont-Ferrand       | Notice no PM63000305 | classé au titre objet    | 15 juillet 1971             |              |
| Bannière de procession | Basilique Notre-Dame-du-Port                              | Notice no PM63003012 | classé au titre objet    | 30 juin 2005                |              |
| Bas-relief (margelle de puits) | Basilique Notre-Dame-du-Port de Clermont-Ferrand          | Notice no PM63000291 | classé au titre objet    | 5 décembre 1908             |              |
| Bénitier | Chapelle de la Visitation                                 | Notice no PM63000343 | classé au titre objet    | 23 mai 1958                 |              |
| Burettes | Cathédrale Notre-Dame-de-l'Assomption de Clermont         | Notice no PM63000283 | classé au titre objet    | 15 mars 1976                |              |
| Burettes et leur plateau | CHRU Saint-Jacques                                        | Notice no PM63002384 | classé au titre objet    | 22 décembre 1982            |              |
| Calice | Cathédrale Notre-Dame-de-l'Assomption de Clermont         | Notice no PM63000287 | classé au titre objet    | 22 mai 1978                 |              |
| Calice, patène | Cathédrale Notre-Dame-de-l'Assomption de Clermont         | Notice no PM63000289 | classé au titre objet    | 22 mai 1978                 |              |
| Calice dit de Manglieu | Cathédrale Notre-Dame-de-l'Assomption de Clermont         | Notice no PM63000290 | classé au titre objet    | 22 mai 1978                 |              |
| Chape | Basilique Notre-Dame-du-Port                              | Notice no PM63003006 | classé au titre objet    | 30 juin 2005                |              |
| Chape | Basilique Notre-Dame-du-Port                              | Notice no PM63003007 | classé au titre objet    | 30 juin 2005                |              |
| Chaises (13) | Tribunal de commerce de Clermont-Ferrand                  | Notice no PM63000404 | classé au titre objet    | 25 septembre 1933           |              |
| Chapelle d'orfèvrerie : calice, patène, plateau et deux burettes dite chapelle de Mgr de Bonal, évêque de Clermont de 1766 à 1790             | Cathédrale Notre-Dame-de-l'Assomption de Clermont         | Notice no PM63001934 | classé au titre objet    | 22 février 2010             |              |
| Chapelle dite de la messe pontificale de 1881 et sa boîte : calice, patène, burettes et leur plateau                                          | Basilique Notre-Dame-du-Port                              | Notice no PM63002971 | classé au titre objet    | 30 juin 2005                |              |
| Chandelier Pascal | Hôpital général                                           | Notice no PM63000361 | classé au titre objet    | 21 décembre 1978            |              |
| Chandelier Pascal | Basilique Notre-Dame-du-Port                              | Notice no PM63000296 | classé au titre objet    | 16 mai 1980                 |              |
| Châsse | Séminaire, grand séminaire                                | Notice no PM63000350 | classé au titre objet    | 26 juillet 1965             |              |
| Cloche | CHRU Saint-Jacques                                        | Notice no PM63000372 | classé au titre objet    | 22 juillet 1983             |              |
| Commode | Hôtel du rectorat, faculté des lettres                    | Notice no PM63000386 | classé au titre objet    | 18 février 1922             |              |
| Couronne | Cathédrale Notre-Dame-de-l'Assomption de Clermont         | Notice no PM63000281 | classé au titre objet    | 15 mars 1976                |              |
| Dalle funéraire d'Aldefred, pénitencier de Clermont                                                                                           | Chapelle des Carmes Déchaux                               | Notice no PM63000341 | classé au titre objet    | 10 avril 1951               |              |
| Décor intérieur ; revêtement mural (boiseries)                                                                                                | Synagogue                                                 | Notice no PM63001925 | classé au titre objet    | 20 mars 2006                |              |
| Deux chapes et une housse d'ostensoir | Basilique Notre-Dame-du-Port de Clermont-Ferrand          | Notice no PM63002986 | inscrit au titre objet   | 30 juin 2005                |              |
| Ensemble de douze panneaux peints représentant les douze apôtres                                                                              | Cathédrale Notre-Dame-de-l'Assomption de Clermont         | Notice no PM63001976 | classé au titre objet    | 7 octobre 2010              |              |
| Fauteuils (2 bergères) | Hôtel du rectorat, faculté des lettres                    | Notice no PM63000379 | classé au titre objet    | 18 février 1922             |              |
| Globe céleste, globe terrestre de Vaugondy | Bibliothèque du Patrimoine de Clermont Auvergne Métropole | Notice no PM63000353 | classé au titre objet    | 23 octobre 1974             |              |
| Housse d'ostentoir | Basilique Notre-Dame-du-Port                              | Notice no PM63002985 | classé au titre objet    | 30 juin 2005                |              |
| Lambris de revêtement de la bibliothèque de Massillon                                                                                         | Bibliothèque Universitaire Lafayette                      | Notice no PM63000352 | classé au titre objet    | 3 août 1919                 |              |
| Locomotive à vapeur, à tender séparé, à voie normale, 141 R 420, 30 R 420                                                                     | Remise ferroviaire, dépôt SNCF                            | Notice no PM63000348 | classé au titre objet    | 30 octobre 1987             |              |
| Luminaire (4 ; paires) | Hôtel du rectorat, faculté des lettres                    | Notice no PM63000391 | classé au titre objet    | 18 février 1922             |              |
| Microscope électronique type M IV CSF | L'Aventure Michelin                                       | Notice no PM63001999 | inscrit au titre objet   | 15 avril 2016               |              |
| Mortier | Hôtel-Dieu de Clermont-Ferrand                            | Notice no PM63000374 | classé au titre objet    | 20 juin 1911                |              |
| Mortier | Hôtel-Dieu de Clermont-Ferrand                            | Notice no PM63000375 | classé au titre objet    | 23 juillet 1993             |              |
| Orgue de chœur | Cathédrale Notre-Dame-de-l'Assomption de Clermont         | Notice no PM63000268 | classé au titre objet    | 18 juillet 1980             |              |
| Orgue de tribune | Église Saint-Genès des Carmes                             | Notice no PM63000327 | classé au titre objet    | 1er octobre 1980            |              |
| Orgue de tribune | Lycée Massillon                                           | Notice no PM63001959 | classé au titre objet    | 5 novembre 1987             |              |
| Orgue de tribune | Cathédrale Notre-Dame-de-l'Assomption de Clermont         | Notice no PM63001955 | classé au titre objet    | 2 juillet 1979 24 mars 2003 |              |
| Ornement de messe pontificale : chape, deux dalmatiques, chasuble, trois étoles, trois manipules, voile de calice, pale et bourse du viatique | Basilique Notre-Dame-du-Port                              | Notice no PM63002990 | classé au titre objet    | 30 juin 2005                |              |
| Ornement liturgique : chasuble, étole et manipule                                                                                             | Basilique Notre-Dame-du-Port                              | Notice no PM63003010 | classé au titre objet    | 30 juin 2005                |              |
| Paire de reliquaires | Basilique Notre-Dame-du-Port de Clermont-Ferrand          | Notice no PM63002969 | classé au titre objet    | 30 juin 2005                |              |
| Placard-clôture des fonts baptismaux, fontaine baptismale et bas relief : Baptême du Christ                                                   | Basilique Notre-Dame-du-Port de Clermont-Ferrand          | Notice no PM63003038 | classé au titre objet    | 30 juin 2005                |              |
| Pupitre de lutrin | Église Notre-Dame-de-Prospérité de Clermont-Ferrand       | Notice no PM63000298 | classé au titre objet    | 5 décembre 1908             |              |
| Reliquaire-monstrance | Cathédrale Notre-Dame-de-l'Assomption de Clermont         | Notice no PM63000278 | classé au titre objet    | 26 juillet 1965             |              |
| Retable, groupe sculpté : Vierge de Pitié (3ème chapelle sud)                                                                                 | Église Notre-Dame-de-Prospérité de Clermont-Ferrand       | Notice no PM63000316 | classé au titre objet    | 15 juillet 1971             |              |
| Retable de la 1ère chapelle sud | Église Notre-Dame-de-Prospérité de Clermont-Ferrand       | Notice no PM63000318 | classé au titre objet    | 15 juillet 1971             |              |
| Retable, bas-relief : saint Sébastien (5ème chapelle sud)                                                                                     | Église Notre-Dame-de-Prospérité de Clermont-Ferrand       | Notice no PM63000326 | classé au titre objet    | 15 juillet 1971             |              |
| Retable de la 6ème chapelle sud | Église Notre-Dame-de-Prospérité de Clermont-Ferrand       | Notice no PM63000319 | classé au titre objet    | 15 juillet 1971             |              |
| Retable du maître-autel, stalles, lambris de revêtement                                                                                       | Église Saint-Pierre-des-Minimes                           | Notice no PM63000328 | classé au titre objet    | 19 mai 1905                 |              |
| Sculpture de lionne fontaine | propriété privée                                          | Notice no PM63003073 | inscrit au titre objet   | 18 février 2022             |              |
| Stalles | Église Notre-Dame-de-Prospérité de Clermont-Ferrand       | Notice no PM63000308 | classé au titre objet    | 15 juillet 1971             |              |
| Statue : Saint Augustin | Cathédrale Notre-Dame-de-l'Assomption de Clermont         | Notice no PM63002328 | classé au titre objet    | 20 octobre 1981             |              |
| Statue : Saint êveque | Basilique Notre-Dame-du-Port                              | Notice no PM63002137 | inscrit au titre objet   | 8 décembre 1975             |              |
| Statue : Saint Isidore | Église Saint-Eutrope de Clermont-Ferrand                  | Notice no PM63000340 | classé au titre objet    | 23 octobre 1974             |              |
| Statue : Saint Joseph | Église Notre-Dame-de-Prospérité de Clermont-Ferrand       | Notice no PM63000322 | classé au titre objet    | 15 juillet 1971             |              |
| Statue : Saint Louis ? | Cathédrale Notre-Dame-de-l'Assomption de Clermont         | Notice no PM63002164 | classé au titre objet    | 12 mai 1976                 |              |
| Statue : Sainte Agathe | Cathédrale Notre-Dame-de-l'Assomption de Clermont         | Notice no PM63002176 | classé au titre objet    | 20 mai 1976                 |              |
| Statue : Sainte Luce | Église Notre-Dame-de-Prospérité de Clermont-Ferrand       | Notice no PM63002055 | inscrit au titre objet   | 12 août 1974                |              |
| Statue : Sainte Lucie | Église Notre-Dame-de-Prospérité de Clermont-Ferrand       | Notice no PM63002055 | inscrit au titre objet   | 22 février 2010             |              |
| Statue : Notre-Dame du Rosaire | Église Notre-Dame-de-Prospérité de Clermont-Ferrand       | Notice no PM63002056 | classé au titre objet    | 12 août 1974                |              |
| Statue : Vierge en majesté | Église Notre-Dame-de-Prospérité de Clermont-Ferrand       | Notice no PM63000297 | classé au titre objet    | 21 octobre 1902             |              |
| Statue : Vierge en majesté dite Notre-Dame-de-Bonne-Mort                                                                                      | Cathédrale Notre-Dame-de-l'Assomption de Clermont         | Notice no PM63000280 | classé au titre objet    | 15 mars 1976                |              |
| Statue : Saint Alexis | Hôpital général                                           | Notice no PM63002189 | classé au titre objet    | 17 avril 1978               |              |
| Stèle | Cathédrale Notre-Dame-de-l'Assomption de Clermont         | Notice no PM63000260 | classé au titre objet    | 15 mars 1976                |              |
| Tableau : Christ remis à sa mère entre les saintes femmes et saint Jean (le)                                                                  | Cathédrale Notre-Dame-de-l'Assomption de Clermont         | Notice no PM63000271 | classé au titre objet    | 22 juillet 1983             |              |
| Tableau : Portrait d'Antoine Savaron | Hôpital général                                           | Notice no PM63000355 | classé au titre objet    | 20 octobre 1913             |              |
| Tableau : Portrait de Gilberte Périer, sœur de Blaise Pascal                                                                                  | Musée d'Art Roger-Quilliot                                | Notice no PM63000398 | classé au titre objet    | 3 octobre 1909              |              |
| Tableau : portrait de Léon Gaschier | Hôpital général                                           | Notice no PM63000357 | classé au titre objet    | 20 octobre 1913             |              |
| Tableau : Saint Ambroise de Milan | Basilique Notre-Dame-du-Port de Clermont-Ferrand          | Notice no PM63000291 | inscrit au titre objet   | 30 juin 2005                |              |
| Tableau : Saint évêque | Basilique Notre-Dame-du-Port de Clermont-Ferrand          | Notice no PM63002980 | inscrit au titre objet   | 30 juin 2005                |              |
| Tableau du retable du maître-autel : l'Adoration des Mages                                                                                    | Église Saint-Pierre-des-Minimes                           | Notice no PM63000329 | classé au titre objet    | 5 décembre 1908             |              |
| Tabouret | Hôtel du rectorat, faculté des lettres                    | Notice no PM63000383 | classé au titre objet    | 18 février 1922             |              |
| Tapis de sol | Cathédrale Notre-Dame-de-l'Assomption de Clermont         | Notice no PM63000254 | classé au titre objet    | 23 octobre 1974             |              |
| Tapis de sol | Cathédrale Notre-Dame-de-l'Assomption de Clermont         | Notice no PM63000264 | classé au titre objet    | 10 mai 1976                 |              |
| Tapis de sol | Cathédrale Notre-Dame-de-l'Assomption de Clermont         | Notice no PM63000265 | classé au titre objet    | 10 mai 1976                 |              |
| Trône épiscopal | Église Saint-Pierre-des-Minimes                           | Notice no PM63000380 | classé au titre objet    | 28 avril 1960               |              |
| Verrières du déambulatoire | Cathédrale Notre-Dame-de-l'Assomption de Clermont         | Notice no PM63000238 | classé au titre immeuble | 7 octobre 1862              |              |
| Voitures à voyageurs dites Bacalan, B 11 37 519                                                                                               | remise ferroviaire, dépôt SNCF                            | Notice no PM63001950 | classé au titre objet    | 30 octobre 1987             |              |
| Voitures à voyageurs dites Bacalan, B 11 37 533                                                                                               | remise ferroviaire, dépôt SNCF                            | Notice no PM63001951 | classé au titre objet    | 30 octobre 1987             |              |